# Karol Paweł Rostworowski
Karol Paweł Rostworowski herbu Nałęcz (ur. 3 kwietnia (lub 15 kwietnia) 1874 w majątku Kowalewszczyzna (w Łomżyńskiem), zm. 8 lutego 1927 w Warszawie) – polski kompozytor, autor licznych pieśni.

## Wywód genealogiczny[2]
| 4. Stefan Rostworowski syn Andrzeja Rostworowskiego, siostrzeniec Gertrudy Komorowskiej |  |                          |  |  |                             |
|                                                                                         |  | 2. Roman Rostworowski    |  |  |                             |
| 5. Aniela Rostworowska                                                                  |  |                          |  |  |                             |
|                                                                                         |  |                          |  |  | 1. Karol Paweł Rostworowski |
| 6. Karol Paweł Gloger stryj Zygmunta Glogera                                            |  |                          |  |  |                             |
|                                                                                         |  | 3. Maria Wiktoria Gloger |  |  |                             |
| 7. Kornelia Żmichowska siostra Narcyzy Żmichowskiej                                     |  |                          |  |  |                             |
|                                                                                         |  |                          |  |  |                             |

## Życiorys
Syn Romana i Marii z Glogerów. Ukończył Gimnazjum w Warszawie. Studiował na Wydziale Handlowym (1895–1897) i Mechanicznym (1897–1901) Politechniki Ryskiej. W trakcie studiów został przyjęty do korporacji akademickiej Arkonia. Naukę kontynuował na Uniwersytecie we Fryburgu. W latach 1902–1905 pracował w spółkach „Siemens&Halske”. Po ślubie z Teresą z Fudakowskich przeniósł się z Warszawy do Krakowa i tam poświęcił się działalności artystycznej. Związał się ze środowiskiem Zielonego Balonika. W latach 1905–1908 studiował muzykę w Konserwatorium w Lipsku, po czym wraz z rodziną powrócił do Warszawy. W czasie wojny zmobilizowany, służył w armii carskiej (jako chorąży, następnie kapitan). W latach 1920–1922 więziony przez bolszewików. Po uwolnieniu zamieszkał w Wilnie, a następnie w roku 1923 w Żyrzynie (na Lubelszczyźnie). Zmarł w Warszawie. Spoczywa na Cmentarzu Powązkowskim.
Z Teresą Fudakowską z Krasnobrodu (córką Kazimierza i Ludwiki z Bielskich) miał trzech synów:
- Tomasza (1904–1974), jezuitę
- Stefana Mariana (1907–1981), ekonomistę i historyka, męża Marii Światopełk-Czetwertyńskiej (córki Ludwika i Róży z Radziwiłłów)
- Jerzego Mariana (1911–1986), literata i malarza, męża Cecylii Czartoryskiej (córki Olgierda i Mechtyldy z Habsburgów)

## Twórczość
Stworzył cykl pieśni młodopolskich na głos z fortepianem pt. Mgły (m.in. do wierszy Lucjana Rydla).
W latach 1903–1904 napisał na konkurs kompozytorski Konstantego Wołłodkowicza operę Maria (do własnego libretta na podstawie Marii Antoniego Malczewskiego). Laureatem konkursu został jednak Roman Statkowski.
W latach 1908–1909 napisał jedyną jak dotąd operę w oparciu o dramat Stanisława Wyspiańskiego Wesele.
Prapremiera odbyła się 11 grudnia 1910 roku w warszawskim Teatrze Kukiełek Mariana Dienstla. Premiera właściwa natomiast odbyła się w lipcu 1916 roku w Teatrze Polskim w Warszawie. Wydawnictwo Gebethner i Wolff w roku 1910 opublikowało wyciąg fortepianowy tej opery.
Często mylony ze swoim kuzynem – Karolem Hubertem Rostworowskim – który także studiował kompozycję w Lipsku, lecz nieco wcześniej (w latach 1901–1906).